# Atletismo nos Jogos Olímpicos de Verão de 1900 - Salto com vara masculino
A competição do salto com vara masculino fez parte do programa do atletismo nos Jogos Olímpicos de Verão de 1900. Aconteceu no dia 15 de julho. Oito atletas de cinco países competiram.

## Medalhistas
| Ouro   | USA Williams Santos      |
| Prata  | USA Meredith Colket      |
| Bronze | NOR Carl Albert Andersen |

## Resultados
| Pos. | Atleta                   | Altura |
| ---- | ------------------------ | ------ |
|      | USA Irving Baxter        | 3,30 m |
|      | USA Meredith Colket      | 3,25 m |
|      | NOR Carl Albert Andersen | 3,20 m |
| 4    | FRA Émile Gontier        | 3,10 m |
| 4    | HUN Jakab Kauser         | 3,10 m |
| 4    | SWE Erik Lemming         | 3,10 m |
| 7    | SWE Karl Staaf           | 2,80 m |
| 8    | SWE August Nilsson       | 2,60 m |